# 비비스 & 벗헤드
비비스 & 벗헤드(Beavis and Butt-Head)는 MTV(시즌 1~8) 및 이후 파라마운트+(시즌 9~현재, 제목: Mike Judge's Beavis and Butt-Head)를 위해 마이크 저지가 제작한 미국 성인 애니메이션 시트콤이다. 이 시리즈는 냉담, 지능 부족, 저속한 유머, 하드 록과 헤비메탈에 대한 사랑을 특징으로 하는 한 쌍의 10대 슬랙커인 저지가 목소리를 맡은 비비스 & 벗헤드를 따른다.
이 캐릭터는 저지의 1992년 단편 영화 프로그 베이스볼(Frog Baseball)에서 시작되었으며 두 번째 영화는 "Peace, Love and Understanding"으로 MTV의 애니메이션 쇼케이스 리퀴드 텔레비전에서 방송되었다. MTV가 전체 시리즈를 의뢰한 후 비비스 & 벗헤드는 1993년부터 1997년까지 7시즌 동안 방영되었다. 2011년 MTV에서 8번째 시즌이 방영되면서 부활했다. 초기 2시즌 주문으로 구성된 두 번째 부활은 파라마운트+에서 2022년에 초연되었다.
초기 실행 동안 비비스 & 벗헤드는 사회에 대한 풍자적이고 신랄한 논평과 청소년에 대한 영향에 대한 비판으로 비판적인 찬사를 받았다. 1996년 연극 영화 비비스 & 벗헤드 두 아메리카(Do America)를 비롯한 다양한 미디어를 제작했다. 두 번째 영화인 두 디 유니버스(Beavis and Butt-Head Do the Universe)는 2022년 파라마운트+에서 개봉되었다.